# Sierra Geral

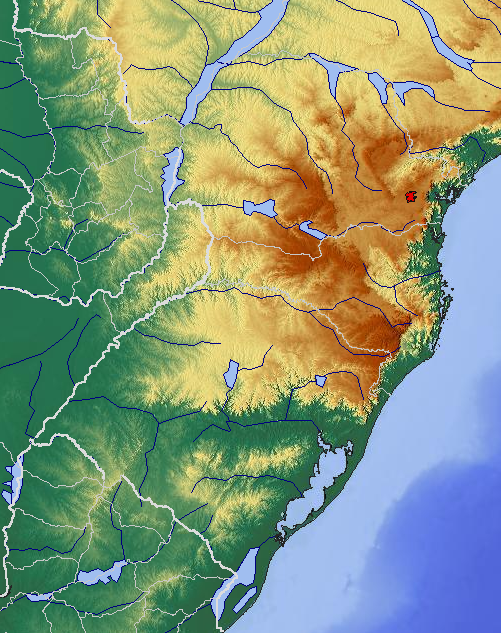
Mapa del relieve del Sur de Brasil.

La sierra Geral es una formación rocosa que tiene sus orígenes en el Paraguay, específicamente en la cordillera del Mbaracayú, formando las elevaciones de los estados brasileños de Paraná (que corta diagonalmente), Santa Catarina (del que divide el litoral del interior) y Río Grande del Sur, donde lo mismo que en Uruguay se caracteriza por cuchillas y campos llanos, pero que sin embargo las suaves ondulaciones forman gruesos muros y rocas basálticas. Forma también las cumbres y colinas de la Mesopotamia Argentina (Provincia de Misiones). Una parte está protegido dentro del Parque nacional de la Sierra Geral.
Forma parte de la Meseta Brasileña siendo unas de sus principales cordilleras. Las cordilleras brasileñas como la sierra catarinense y la sierra gaucha son subdivisiones de esta cadena. Formado por actividades volcánicas de hace millones de años, los derrames de lava dieron lugar a la formación del sur del Macizo de Brasilia cubiertos por campos, bosques de araucárias, y nacientes de ríos y arroyos cristalinos. Al este, se caracteriza por grandes abismos que dan lugar a la zona costera del océano Atlántico.

## Características

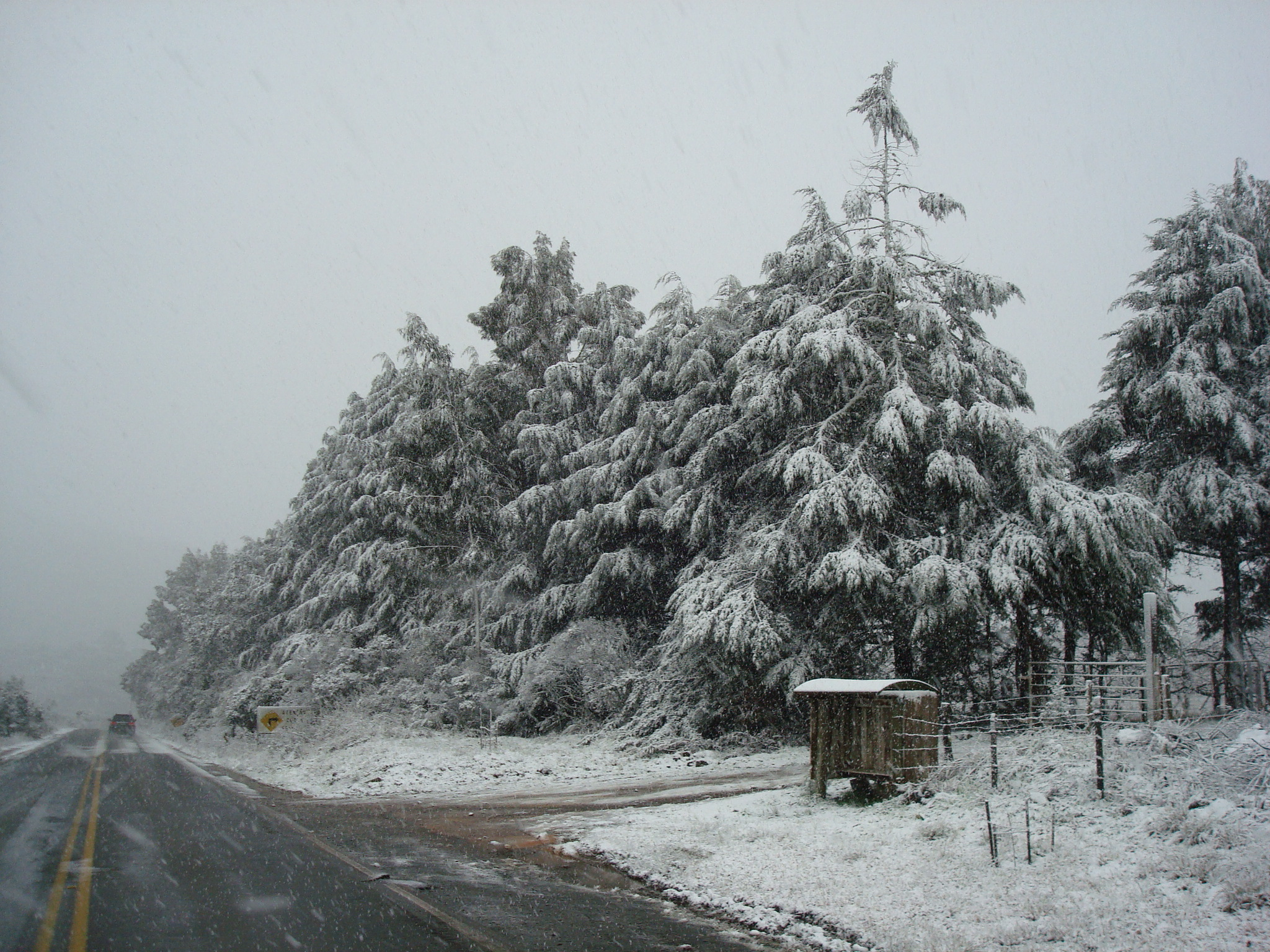
Serra do Rio do Rastro (nieve).

El relieve sur catarinense está acentuado con montañas y valles profundos que se intercalan junto a mesetas. El lado de Río Grande está caracterizado por cuchillas suaves y valles rasos. Sin transición, las ondulaciones suaves dan lugar a paredes verticales y rocas basálticas. Con una altitud media de 950 metros, en los días claros se puede divisar el océano Atlántico desde las orillas de los cañones, así como diversas ciudades próximas de la costa, como Praia Grande (Santa Catarina) o Torres (Río Grande del Sur). 
Formado a partir de intensas actividades volcánicas ocurridas hace millones de años, sucesivos derrames de lava vieron originar la Meseta Surbrasileña, cubierta por campos limpios, bosques de araucarias e innúmeras nacientes de ríos cristalinos. Al este, esta inmensa meseta está súbitamente interrumpida por abismos verticales que llevan a la región litoral, de ahí se origina el nombre de «Aparados da Serra».